# Tirebolu
Tirebolu là một huyện thuộc tỉnh Giresun, Thổ Nhĩ Kỳ. Huyện có diện tích 210 km² và dân số thời điểm năm 2007 là 28835 người, mật độ 137 người/km².